# Porina internigrans
Porina internigrans är en lavart som först beskrevs av William Nylander och som fick sitt nu gällande namn av Johannes Müller Argoviensis. 
Porina internigrans ingår i släktet Porina och familjen Porinaceae. Inga underarter finns listade i Catalogue of Life.